# Spoliation des livres et archives par le régime nazi
Pour les articles homonymes, voir spoliation.
La spoliation des propriétaires de livres et archives par le régime nazi est, à l'instar du pillage des œuvres d'art par les nazis, la saisie massive de collections d'archives et de livres organisée par les agents du parti nazi pendant la Seconde Guerre mondiale et plus particulièrement dans les pays occupés. Ces pillages ont été observés notamment sous l'Occupation en France.

## Livres et archives pillés en France
À la fin des années 1930, les Allemands avaient déjà repéré une liste d’œuvres à saisir par l'intermédiaire de leurs historiens, conservateurs, bibliothécaires ou archivistes qui avaient voyagé en France, tant dans les musées que les bibliothèques. 
Dès 1940, un commando du ministère des Affaires étrangères allemand confié au baron Eberhard von Künsberg (de) recherche les documents susceptibles d'être exploités à des fins stratégiques et de propagande. Ils ont pour objectif de saisir les archives et documents officiels étrangers découverts lors de l'offensive sur le territoire français. L'original du traité de Versailles est ainsi récupéré par les Allemands le 11 ou 12 août 1940 au château de Rochecotte. Il est envoyé en Allemagne et n'a jamais été retrouvé. Les archives militaires du Reich prennent ainsi possession d'une partie des archives du ministère des Affaires étrangères, des archives et de la bibliothèque du ministère de la Guerre, de l’École militaire, des services techniques de l'artillerie et du génie, des livres et archives du Service historique de l'armée concernant les relations franco-allemandes, et des archives du ministère des Finances et de l'Intérieur. 
Les collections des "ennemis du Reich" sont particulièrement visées, tels que les personnalités de la IIIe République, les Juifs et francs-maçons. Les nazis envoient en Allemagne les bibliothèques d'institutions juives et franc-maçonnes spoliées, ainsi que des collections personnelles récupérées dans les appartements réquisitionnés. Les bibliothèques institutionnelles polonaises, russes, ukrainiennes, arméniennes conservées sur le territoire français sont saisies, telle que la bibliothèque Tourgeniev.  
Martine Poulain, sommité de l’histoire des bibliothèques françaises sous l’occupation nazie, évalue qu’il y a eu spoliation de 5 à 10 millions de livres, uniquement sur le territoire français. Elle convient toutefois que ce chiffre est probablement sous-évalué. Le chercheur suédois Anders Rydell estime que ce sont des dizaines de millions de livres qui ont été volés à travers l’Europe entière. Plusieurs de ces livres et archives sont envoyés en Allemagne où ils font aujourd’hui partie intégrante du réseau de bibliothèques allemandes.

## Retrouver et restituer les collections

### Les recherches de la sous-commission des livres au sein de la Commission de Récupération Artistique (1944-1950)
Dès novembre 1944, une Commission de récupération artistique (CRA) est créée par le ministère de l’Éducation pour étudier les problèmes de récupération d’œuvres d'art pillées par les nazis et contrôler les demandes de restitutions des collectivités françaises ou ressortissants français. Au côté de la sous-commission des œuvres d'art et objets précieux, la sous-commission des livres, active à partir du 1er juin 1945, est chargée d'identifier les dépôts de collections spoliées dispersées dans l'empire du Reich, et les faire revenir en France avant de les classer et éventuellement les restituer. Le travail de la sous-commission est organisé par la bibliothécaire Jenny Delsaux.
L'identification des dépôts n'est pas aisée dans le contexte d'occupation militaire de l'Allemagne. Il s'agit de parcourir les différentes zones d'occupation française, anglaise et américaine. Plusieurs dépôts de livres sont identifiés dans différents pays ; en Allemagne, Autriche, Tchécoslovaquie, Pologne et en URSS. Pour le retour des ouvrages, il faut toutefois l'autorisation des militaires contrôlant ces zones. Dans le secteur américain, l'Offenbach Archival Depot (en) est le principal entrepôt pour les livres, manuscrits et archives spoliés par les nazis. En zone soviétique, certaines collections ont été considérées comme des prises de guerre. Des millions de livres et d'archives ont été saisis par l'armée rouge et intégrés dans les collections soviétiques,. De 1945 à 1950, des convois de caisses remplis d'ouvrage reviennent d'Allemagne en France. 
Sur le territoire français, on retrouve environ 1.6 million de livres volés dans différentes villes. À Paris, dans un grand garage au 104 rue de Richelieu, on retrouve 150 000 à 300 000 volumes. Des dépôts de livres abandonnés par les Allemands sont découverts à Lyon, Nice, Metz, et parfois dans les magasins d'institutions comme la Bibliothèque nationale et universitaire de Strasbourg.  
Tous ces livres sont alors triés pour permettre leur éventuelle restitution. Le tri est cependant difficile car la majorité des ouvrages n'ont pas de marque d'appartenance ou de mention de leur ancien propriétaire. La sous-commission tente de contacter les spoliés à travers l'Association des intellectuels spoliés présidée par Henri Levy-Bruhl, ou encore auprès des exilés aux États-Unis. 
Pour rechercher et identifier les documents, le commandement en chef français en Allemagne demande à la sous-commission de réaliser un Répertoire des archives, manuscrits et livres rares. Celui-ci est publié en 1947 au sein du Répertoire des biens spoliés en France durant la guerre de 1939-1945. Il est diffusé dans le monde entier, auprès des ambassades françaises, pour sensibiliser et informer les exilés.
Le service est dissout par décret du 30 septembre 1949, mais les activités sont maintenues jusqu'en 1950.